# Fundación Juan March
La Fundación Juan March fue creada en 1955 por el financiero español Juan March Ordinas. Desarrolla sus actividades filantrópicas en el campo de la cultura humanística y científica.

## La Fundación
Dos nietos del fundador, los hermanos Juan March Delgado (Presidente) y Carlos March Delgado (Vicepresidente) y dos biznietos, Catalina March y Juan March de la Lastra (Patronos) forman parte del Patronato de la Fundación Juan March.
En la actualidad, el director es Javier Gomá Lanzón.
Tras los primeros veinte años dedicados a financiar becas y ayudas, en 1975 se inauguró su sede en la calle Castelló, de Madrid, y desde entonces programa y organiza sus actos por varias comunidades. Siendo estos de acceso libre y gratuito, se realizan principalmente exposiciones de arte, conciertos musicales y ciclos de conferencias y seminarios. Tiene abierta una biblioteca de música y teatro españoles contemporáneos.
La Fundación Juan March es titular del Museo de Arte Abstracto Español, de Cuenca, y del Museu Fundación Juan March, en Palma de Mallorca.
A través del Instituto Juan March de Estudios e Investigaciones, promueve la investigación especializada y la cooperación entre científicos españoles y extranjeros.

## El edificio sede

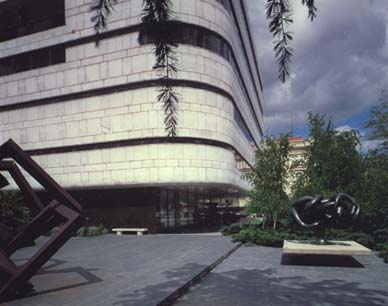
Entrada.

El edificio de la fundación está situado en el barrio de Castellana (distrito Salamanca) de Madrid y fue inaugurado en 1975. El proyecto y la decoración del mismo, cuya superficie total edificada es de 18.000 metros cuadrados, y 1700 de jardín, se deben al arquitecto español José Luis Picardo. Concebido como un moderno e importante centro cultural, posee dos salones de actos, con interpretación simultánea, circuito cerrado de televisión, salas de exposiciones, bibliotecas y salón para coloquios científicos.
En la planta baja está la sala de exposiciones. Las bibliotecas se sitúan en la planta segunda. La planta tercera alberga las dependencias del Centro de Estudios Avanzados en Ciencias Sociales.

## El arte
La Fundación Juan March ha organizado más de 560 exposiciones, un centenar de ellas en su sede de Madrid, acompañadas, en muchos casos, de ciclos de conferencias y conciertos. Esta institución fue pionera en España en la organización de exposiciones de arte moderno y contemporáneo internacional.
Posee una colección de arte español contemporáneo, parte de la cual se exhibe en el Museo de Arte Abstracto Español (Cuenca) y en el Museu Fundación Juan March (Palma).
Asimismo, edita catálogos y una bibliografía complementaria de las exposiciones que organiza.

## Los museos

### Museo de Arte Abstracto Español (Cuenca)
El Museo de Arte Abstracto está situado en las Casas Colgadas sobre el río Huécar. Fue creado en 1966 por Fernando Zóbel (1924-1984). Es un museo fundado por un artista con obras de su colección particular y con una orientación temática: el arte abstracto español de los años 50 y 60.
Desde 1980, año en que Zóbel le donó su colección, es responsable del museo la Fundación Juan March, la cual ha ampliado el fondo inicial con obras de arte abstracto español de las generaciones posteriores. Asimismo organiza periódicamente en sus salas exposiciones de artistas españoles o internacionales.

### Museo Fundación Juan March (Palma de Mallorca)
El Museu d'Art Espanyol Contemporani de Palma de Mallorca está ubicado en un edificio del siglo XVIII, posteriormente reformado en el estilo modernista mallorquín, este museo fue creado por la Fundación en la ciudad de Palma en 1990.
Exhibe obras de más de 50 artistas españoles del siglo XX, pertenecientes a las primeras vanguardias (Pablo Picasso, Joan Miró, Juan Gris o Salvador Dalí), a los movimientos innovadores de mediados de ese siglo y a las generaciones más recientes. La Fundación Juan March organiza en el museo exposiciones y diversos cursos de arte.

## La música
La Fundación Juan March viene ofreciendo una historia de la música de cámara desde la Edad Media hasta finales del siglo XX, a través de sus diversas modalidades de ciclos monográficos, conciertos matinales y recitales educativos para jóvenes.
Se promociona especialmente la música española contemporánea a través de encargos, estrenos de obras y conciertos-homenaje a músicos, y de una biblioteca de música y teatro españoles, abierta a los investigadores, con más de 165.000 documentos.

## Conferencias
La Fundación Juan March organiza ciclos dedicados a la divulgación para el público general, cursos más especializados o destinados al profesorado de Enseñanza Media, seminarios seguidos de debate y sesiones dedicadas a la poesía, a la narrativa o al teatro contemporáneos, con participación de los autores.
La Fundación Juan March ofrece en su página web vídeos y audios de conferencias impartidas en su sede desde 1975.

## La investigación
Con las Becas y Planes Especiales de Ayudas concedidas entre 1957 y 1988, cerca de 6000 españoles aproximadamente ampliaron estudios o realizaron investigaciones científicas en cualquier materia, así como trabajos de creación artística, literaria y musical en centros españoles y extranjeros.
Desde 1987, el Centro de Estudios Avanzados en Ciencias Sociales (CEACS) ha venido desarrollando un programa de doctorado para estudiantes becados, y actualmente centra su actividad en la investigación postdoctoral en Ciencia Política y Sociología. El CEACS posee una biblioteca especializada para investigadores, produce trabajos propios, edita una serie de Documentos de Trabajo (Working Papers) y realiza diversas actividades relacionadas con la investigación como seminarios, cursos y congresos.

## Bibliotecas
La Fundación Juan March tiene abierta en su sede dos grandes bibliotecas para investigadores: una especializada en Música y Teatro Españoles Contemporáneos, con un fondo de artes escénicas de los siglos XIX, XX y XXI; y que cuenta con importantes legados, tales como la donación, en 1993, de la biblioteca personal del escritor Julio Cortázar; la colección de ilusionismo, el mayor fondo bibliográfico de magia y prestidigitación en España, donado en 1988 por José Puchol de Montís; legados de compositores españoles como Salvador Bacarisse o Joaquín Turina, de la saga de los dramaturgos Fernández-Shaw o de Antonia Mercé «La Argentina»; fondos todos ellos que la Fundación Juan March ha ido incrementando desde entonces.
Mientras que la otra es la Biblioteca del Centro de Estudios Avanzados en Ciencias Sociales, (CEACS), con un fondo altamente especializado y que cuenta también con importantes donaciones como el Archivo personal del profesor Juan J. Linz, con más de 76.000 recortes de prensa de los años cruciales de la Transición española y otros. Su catálogo, íntegramente automatizado, recoge cerca de 62.348 volúmenes sobre Ciencia Política, Sociología y Economía y es accesible en línea. La Biblioteca del CEACS coopera con otras redes de información nacionales e internacionales.
En el ámbito literario hay que destacar también la donación que efectuó el 30 de diciembre de 1960 al Ministerio de Cultura del manuscrito del Cantar de mio Cid, que el Ministerio adscribió a la Biblioteca Nacional.